# Drvo majmunskog kruha
Drvo majmunskog kruha (majmunski kruh, baobab, lat. Adansonia digitata), vrsta je korisnog bjelogoričnog drveta iz Afrike, poznato i kao drvo majmunskog kruha. Pripada rodu baobaba (Adansonia), porodica Malvaceae. 
Deblo drveta može imati ogroman obujam, kora je glatka, a životni vijek mu može biti i 2500 godina.
Lokalnom stanovništvu je od velike društvene i gospodarske važnosti.
- A. digitata, Sunland Baobab
- A. digitata
- A. digitata u Senegalu
- A. digitata, cvijet
- A. digitata, plodovi